# Huttwil
Huttwil (berndeutsch: Huttu [ˈhʊtːʊ]) ist eine Einwohnergemeinde im Schweizer Kanton Bern. Das «Blumenstädtchen» liegt im Süden des Oberaargaus und gehört zum gleichnamigen Verwaltungskreis.

## Geografie

Luftbild aus 400 m von Walter Mittelholzer (1922)

Huttwil liegt im Schweizer Mittelland am Oberlauf der Langete, etwa 16 km südlich der Stadt Langenthal und ungefähr in der Mitte zwischen Luzern und Bern. Das Städtchen besteht aus den Quartieren Oberdorf, Neuhaus, Rütistalde, Moos und Uech, zudem gehören zur Gemeinde die Weiler Chaltenegg (ganz im Westen auf 762 m ü. M.), Schwarzenbach bei Huttwil (mit dem nationalen Sportzentrum), Ettishäusern (Ettishüsere) (auf 702 m ü. M. nördlich des Städtchens), Tschäppel, Nyffenegg, Nyffel und Hübeli sowie zahlreiche Hofgruppen und Einzelhöfe. Die Gemeindefläche umfasst 17,24 km², wovon 21,9 % bestockte Fläche sind und 64,4 % landwirtschaftlich sowie 13,6 % für Siedlungszwecke genutzt werden.
Huttwil hat eine gemeinsame Grenze mit insgesamt acht Gemeinden. Dies sind:
- im Norden: Auswil und Gondiswil
- im Osten: Ufhusen (Kanton Luzern)
- im Süden: Eriswil, Wyssachen und Dürrenroth
- im Westen: Rohrbachgraben BE und Rohrbach BE

## Geschichte
Huttwil findet sich erstmals 841/872 als Huttiwilare bezeugt. Im Vorderglied steckt der althochdeutsche männliche Personenname «Hutto» oder ähnlich.
Im Hochmittelalter gehörte der Ort verschiedenen Herren. 1313 wird Huttwil erstmals als Stadt bezeichnet, doch wird ein Schultheiss bereits 1280 und 1294 erwähnt. 1408 gelangte es an die Stadt Bern, und 1516 wurde es der emmentalischen Landvogtei Trachselwald zugeschlagen. In bernischer Zeit wurden das Marktrecht (1467), das Zollrecht (1505) und die Stadtsatzung (1659) schriftlich fixiert. Im Bauernkrieg von 1653 wurde Huttwil zu einem der Zentren des Aufstands. Nach dem Abschluss des Wolhuser Bundes fand hier im März 1653 eine der ersten grösseren Versammlungen der Berner Bauern statt, und im Mai 1653 wurde an einer Landsgemeinde der zuvor in Sumiswald entworfene Bundesbrief der Aufständischen beschworen.
Am Freitag, 8. Juni 2007, wurden das Städtchen Huttwil sowie die angrenzenden Gemeinden Eriswil und Wyssachen von schweren Unwettern heimgesucht. Bei heftigen Gewittern und starken Regenfällen traten die Bäche der Region, insbesondere die Langete, über die Ufer und richteten massive Schäden an. Die gesamte Schadenssumme wird auf 40–50 Mio. Franken geschätzt. Ausserdem verloren zwei Personen in Huttwil und eine in Eriswil das Leben.

## Politik
Gemeindepräsident ist Adrian Wüthrich (SP). Seit 2009 ist das Amt des Gemeinderatspräsidiums (Exekutive) und jenes des Gemeindepräsidiums (Legislative) vereint. Dafür wurde das Vizepräsidium aufgewertet. Der Gemeinderat hat folgende parteipolitische Zusammensetzung: 3 SVP, 2 SP, 1 FDP, 1 EDU.

## Wirtschaft
Huttwil verfügt traditionell über eine sehr ausgeprägte Gewerbestruktur. Über Jahrzehnte waren namhafte Möbelfabrikanten im Ort ansässig. Diese Unternehmungen sind Ende der 1990er-Jahre allesamt Konkurs gegangen. Damals verlor die Region Huttwil mehrere hundert Arbeitsplätze innert weniger Wochen. Heute findet man im Städtchen Betriebe folgender Branchen: Textil, Bau, Lebensmittel, Grafik, diverse Handwerker, Transporte, Maschinen und seit einigen Jahren wieder Möbel. In Huttwil gab es früher relativ viele Gastronomiebetriebe, 2014 waren es noch ca. 15.
Folgende überregional bekannte Unternehmungen haben ihren Sitz in Huttwil:
- Flyer AG (führender Hersteller von Elektrofahrrädern)
- JOWA AG (ehemals Walter Leuenberger AG); Teigwaren- und Senffabrik, heute ein Betrieb der Migros
- Novex AG (Hersteller von Schulmöbeln)
- Nyffenegger Storenfabrik AG (Hersteller von Storensystemen)
- Wollspinnerei Huttwil AG (Hersteller von Flachgarnen für die Teppichindustrie)
- Spycher-Handwerk AG (führender Wollverarbeitungsbetrieb der Schweiz)
- Hans Mathys AG (Transporte, Entsorgung und Logistik)
- Lanz Transport AG (nationale/internationale Transporte)

Die Afag Automation AG (Hersteller von Montagekomponenten und Zuführlösungen) zog als im Jahr 2020 zweitgrösster Arbeitgeber der Gemeinde und nach über 60 Jahren in Huttwil im November 2021 ins nahe Zell.

## Bevölkerung
| Jahr      | 1764 | 1850 | 1880 | 1900 | 1930 | 1950 | 1980 | 1990 | 2000 | 2010 | 2015 |
| Einwohner | 1678 | 3398 | 3122 | 3916 | 4164 | 4661 | 4612 | 4809 | 4825 | 4712 | 4692 |

## Verkehr

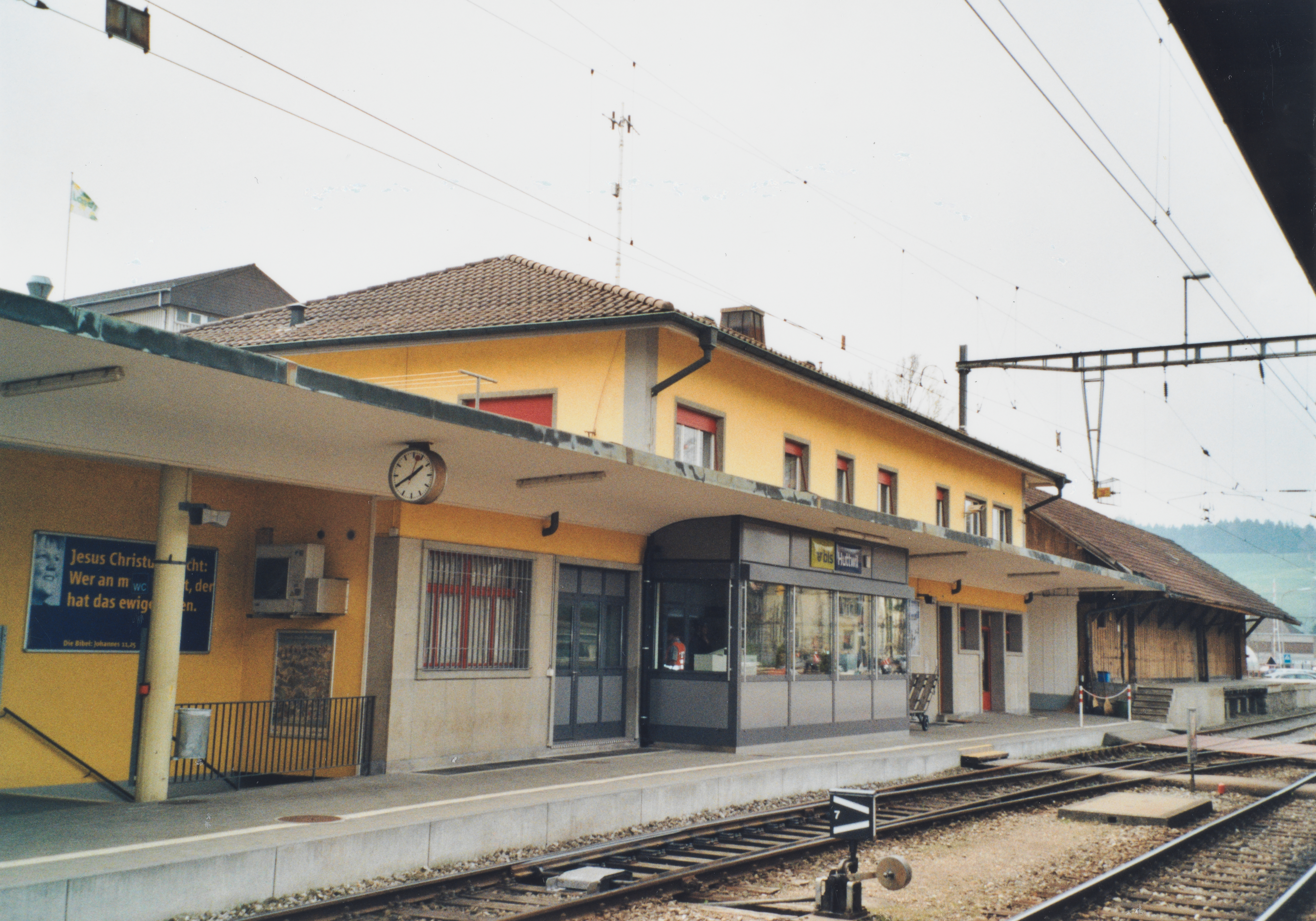
Bahnhof Huttwil (2010)

Huttwil ist in rund 16 km ab Langenthal, rund 16 km von Sumiswald und rund 25 km von Sursee über die Kantonsstrassen erreichbar. Huttwil liegt fernab von Autobahnen, was die Standortattraktivität des Ortes beeinträchtigt. Die nächsten Autobahnauffahrten sind mit Sursee (25 km), Dagmersellen (20 km), Niederbipp (25 km) und Kirchberg (25 km) relativ weit entfernt. Die grossen Deutschschweizer Städte Bern, Luzern, Zürich und Basel liegen alle ungefähr gleich weit entfernt; die Fahrzeit nach Luzern und Bern beträgt rund 45 Minuten, nach Basel und Zürich rund 60 Minuten.

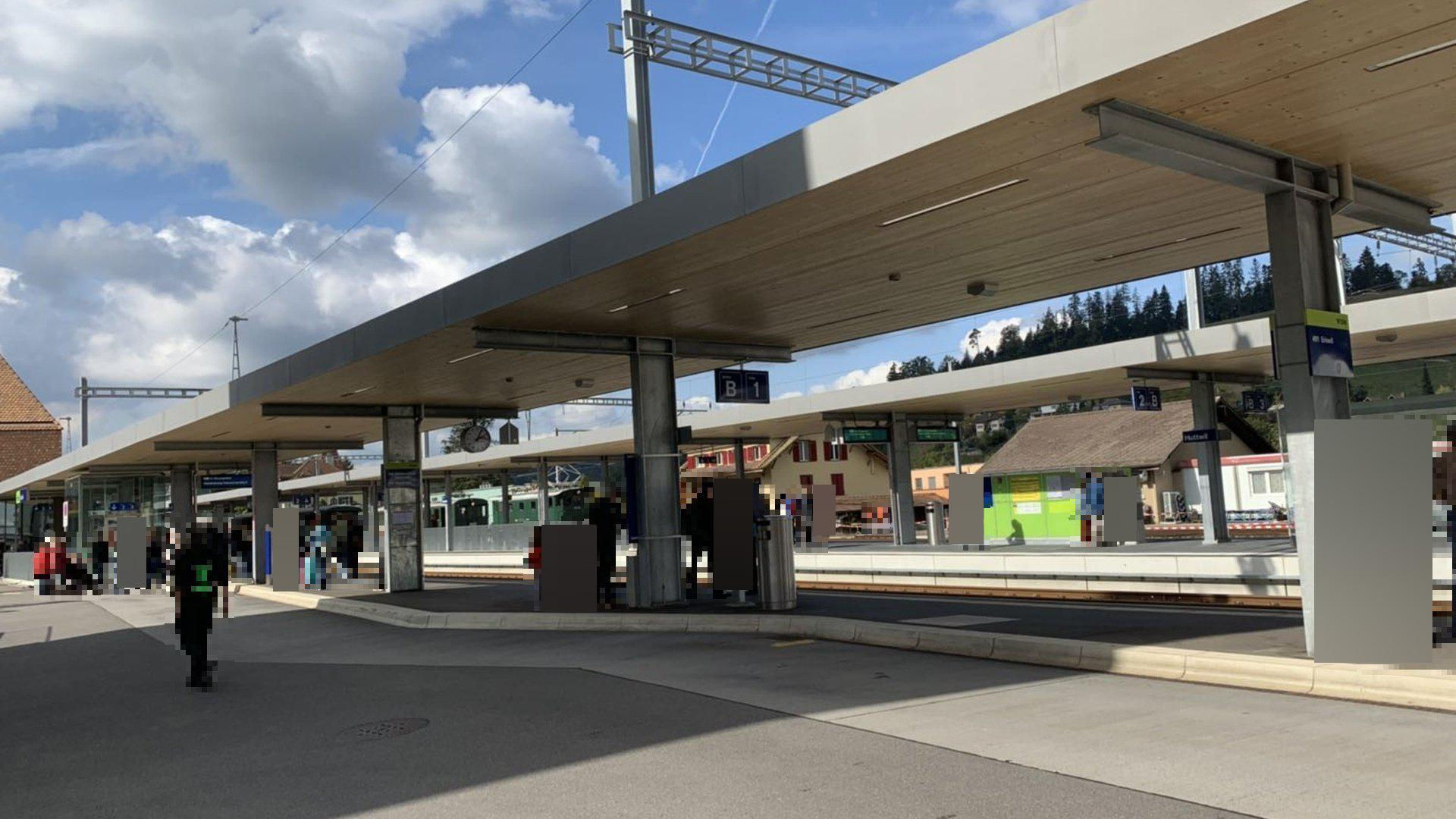
Bahnhof Huttwil heute

In Huttwil hat die Eisenbahn eine lange Tradition. Über Jahrzehnte hatten die Vereinigten Huttwil-Bahnen (VHB) in Huttwil ihren Hauptsitz. Diese Bahnlinien werden mittlerweile von der BLS AG betrieben. Huttwil ist eine Station an der Bahnlinie Langenthal–Willisau–Wolhusen–Luzern. Bis 2006 war Huttwil ein Endbahnhof der Berner S-Bahn, seither wird diese Linie von Bern nur noch bis zur Station Sumiswald betrieben und das letzte Teilstück nach Huttwil (rund 12 km) mit Bussen befahren. Somit wurde Huttwil von der Berner S-Bahn-Linie und von den direkten Verbindungen in die Bundesstadt abgeschnitten. Stattdessen wird die Verbindung von Langenthal über Huttwil und Wolhusen direkt mit der Kantonshauptstadt Luzern verbunden. Seit der Einführung der S-Bahn Luzern (12. Dezember 2004) verkehrt die S6 stündlich direkt nach Luzern. Auf der zwischenzeitlich stillgelegten Strecke zwischen Huttwil und Sumiswald betreibt die private Genossenschaft Museumsbahn Emmental seit 2009 einen Charter- und Ausflugsbetrieb mit teilweise historischem Rollmaterial. Zusätzlich wird die Strecke für Tests und Zulassungsfahrten von neuem Rollmaterial und neuen Komponenten durch verschiedene Firmen und Bahngesellschaften genutzt.
Nach einer Bauzeit von zweieinhalb Jahren eröffnete die BLS den modernisierten Bahnhof Huttwil mit einer offiziellen Einweihungsfeier. Aus dem sanierungsbedürftigen Bahnhof aus den späten 1950er-Jahren ist ein attraktiver Bahnhof geworden. Die BLS hat insgesamt rund 50 Millionen Franken in die Bahnhofmodernisierung investiert.

## Schulen und Bildung
Huttwil stellt seit je das Zentrum des oberen Langetentals dar. Dies schlägt sich auch auf die Huttwiler Bildungslandschaft nieder: Der Ort verfügt über drei Primar- und Realschulen sowie eine Sekundarschule (Hofmatt) für die Gemeinden Huttwil, Eriswil, Wyssachen, Gondiswil, Dürrenroth sowie Teile von Rohrbachgraben. Weiter werden Klassen des 10. Schuljahres im Berufsschulhaus geführt. In Schwarzenbach bei Huttwil gibt es ausserdem die Heilpädagogische Sonderschule.
Die Musikschule Huttwil setzt sich seit Jahrzehnten für die musikalische und instrumentale Ausbildung von Kindern, Jugendlichen und Erwachsenen ein.

## Sport und Infrastruktur
Der Ort verfügt über zahlreiche Freizeiteinrichtungen. Zu den wichtigsten gehören das Schwimmbad Huttwil, die drei Turnhallen und Sportanlagen im Dornacker und beim Schulhaus Schwarzenbach sowie der Campus Perspektiven Huttwil (ehemals Nationales Sportzentrum, kurz NSZ) im Ortsteil Schwarzenbach. Der Campus Perspektiven Huttwil umfasst ein Eisstadion mit rund 3000 Sitz- und Stehplätzen, eine Eventhalle, eine Leichtathletikanlage mit Flutlichtbeleuchtung, Rundbahn und Rasen, Fussballplätze, ein Restaurant, diverse Seminar- und Kursräume, eine 3-fach-Turnhalle (polyvalent benützbar) sowie zwei Unterkunftsgebäude. Der Campus Perspektiven Huttwil gehört zu den wichtigen Wirtschaftspfeilern Huttwils sowie der ganzen Region. 
Seit 2016 wird der Campus Perspektiven Huttwil von der Campus Perspektiven Huttwil AG betrieben. Die Betreibergesellschaft hat das alleinige Nutzungs- und Vermietungsrecht der gesamten Anlage. Besitzerin der Anlage ist die Pneu Bösiger AG in Langenthal. Die Ende der 1990er-Jahre erbaute Sport- und Eventinfrastruktur hat eine bewegte Geschichte. Im Jahr 2006 wurden erstmals die finanziellen Probleme des damaligen NSZ publik. Obwohl die Anlagen seit Jahren praktisch zu 100 % ausgelastet waren, konnte das NSZ keine schwarzen Zahlen erwirtschaften. Jürg Schürch, der Geschäftsführer und Gründer des NSZ, musste Anfang 2007 Nachlassstundung beantragen. 2008 kaufte die Pneu Bösiger AG das NSZ. Vom ehemaligen Geschäftsführer Jürg Schürch trennte sich die Pneu Bösiger AG 2010.  
Das NSZ war während der Anfrangszeit Spielstätte der Huttwil Falcons, welche in der 1. Eishockey-Liga der Schweiz spielten und in der Saison 2010/2011 den Amateurmeistertitel gewannen. Der Schweizerische Eishockeyverband erteilte jedoch keine Spielberechtigung für die NLB. Dies veranlasste die Pneu Bösiger AG dazu, die Eisaufbereitung auf die Saison 2011/2012 hin einzustellen. Der Entscheid warf über die Region hinaus hohe Wellen. 
Heute ist der Campus Perspektiven Huttwil das Heimstadion mehrerer Sportclubs in der Region. Zu ihnen zählen Hockey Huttwil, der Skating Club Huttwil, der Unihockey Club Schwarzenbach, das 1. Damenteam des SCL oder der Fussballverein Young Fellows United Huttwil 2017. Darüber hinaus wird die Sportinfrastruktur von zahlreichen Sportvereinen aus Huttwil und der Region genutzt, darunter auch der Verein Kadetten Huttwil. Er bietet Kindern und Jugendlichen aus Huttwil und der Region eine umfangreiche Auswahl an Sport- und Musikfächern an, die wahlweise besucht werden können. Zurzeit nehmen an diesen Schulsport- und Musikangeboten über 200 Personen teil. Die Leitung der Sportfächer sowie der Kadettenmusik erfolgt durch ehrenamtlich tätige, fachkundige Leiter.

## Sehenswürdigkeiten

Impressionen
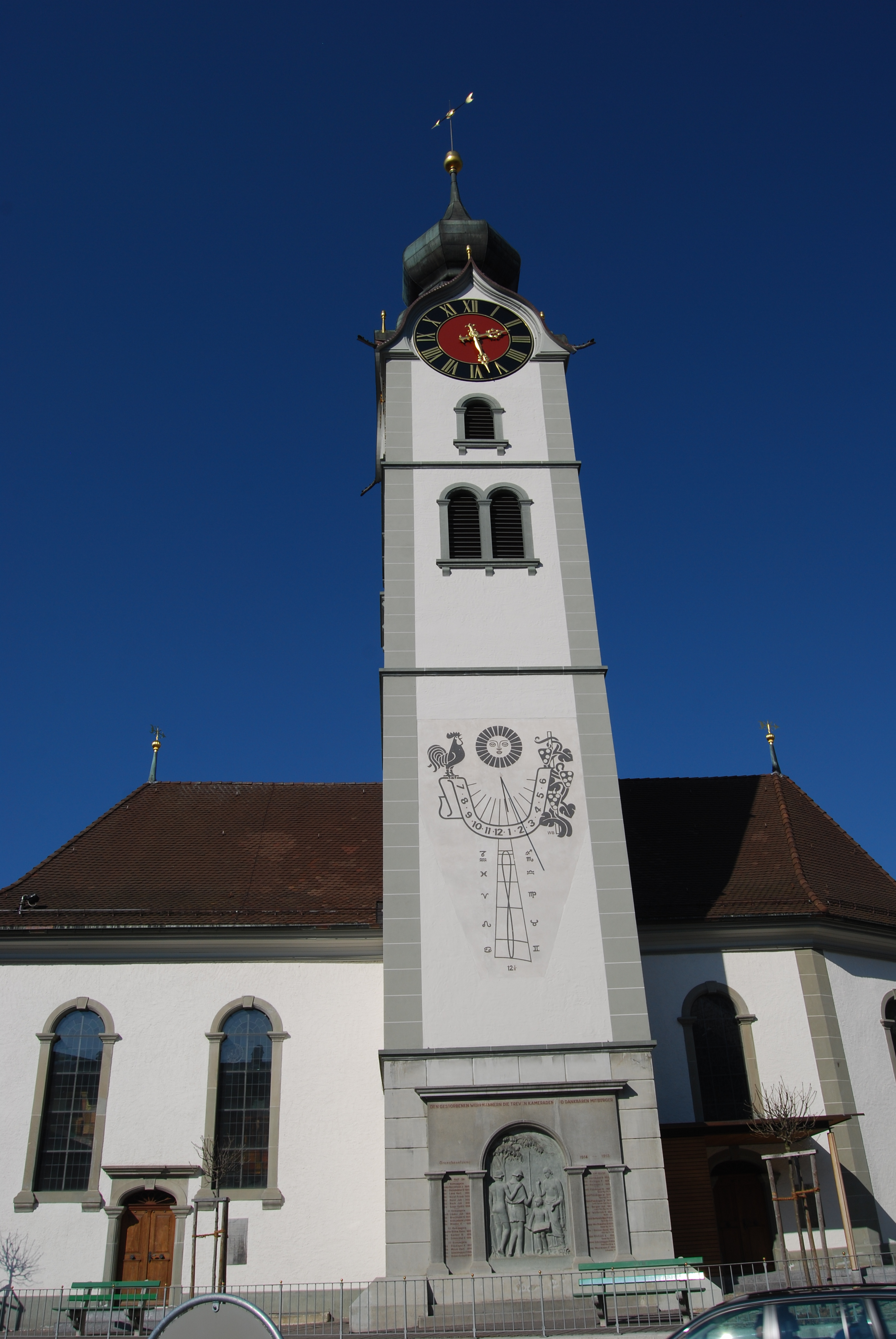
Reformierte Kirche von Huttwil
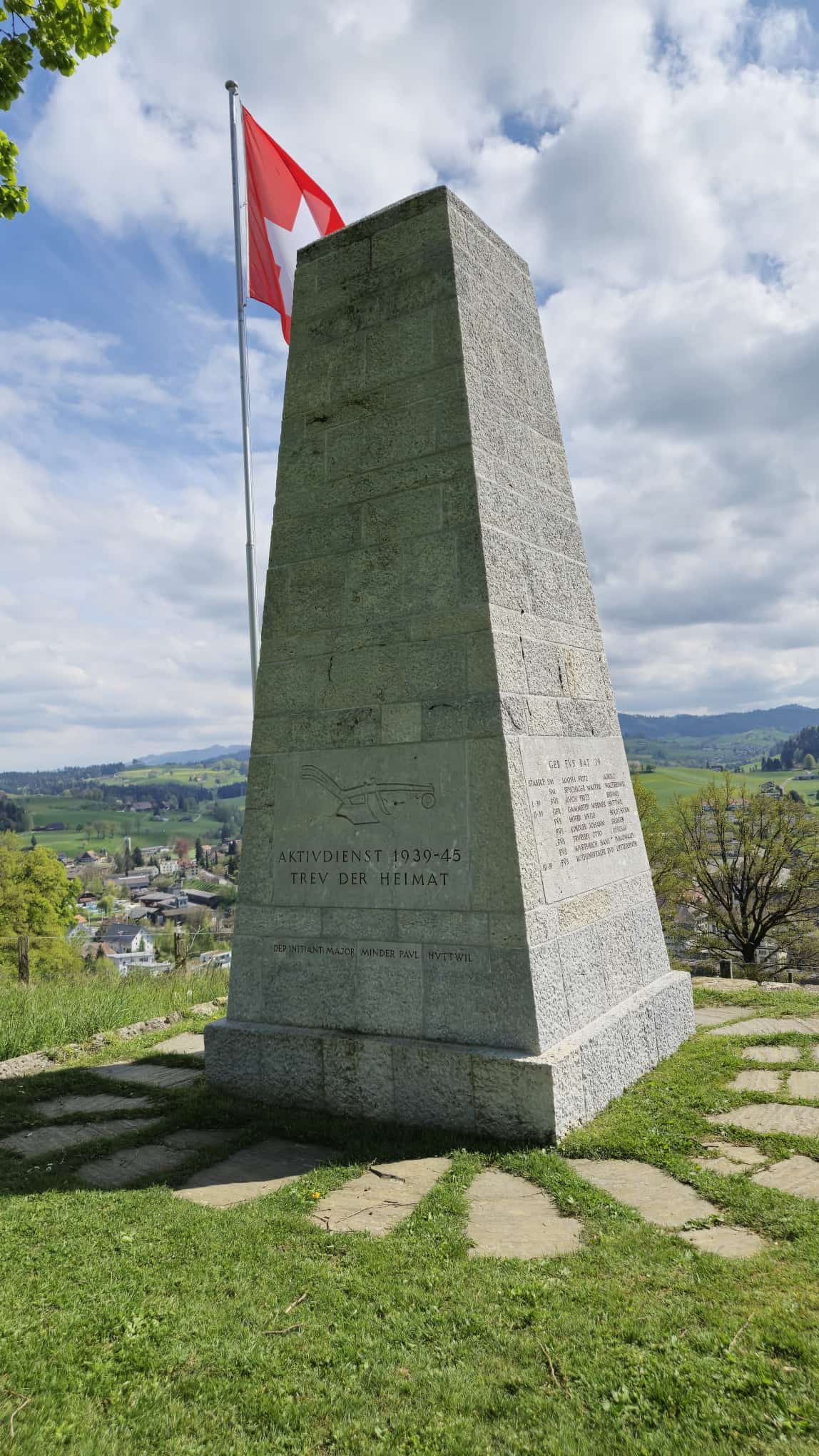
Soldatendenkmal
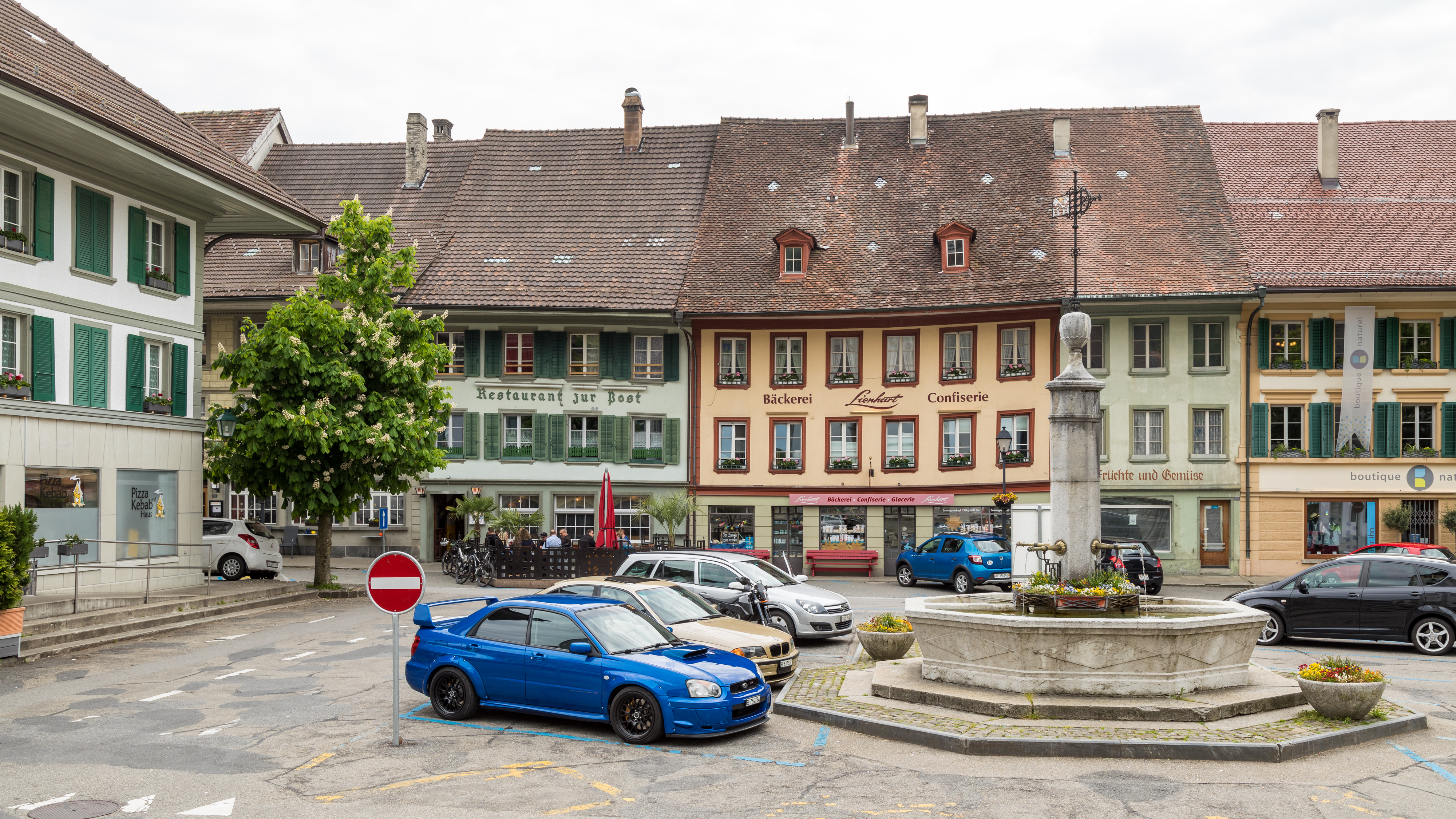
Brunnen und Brunnenplatz
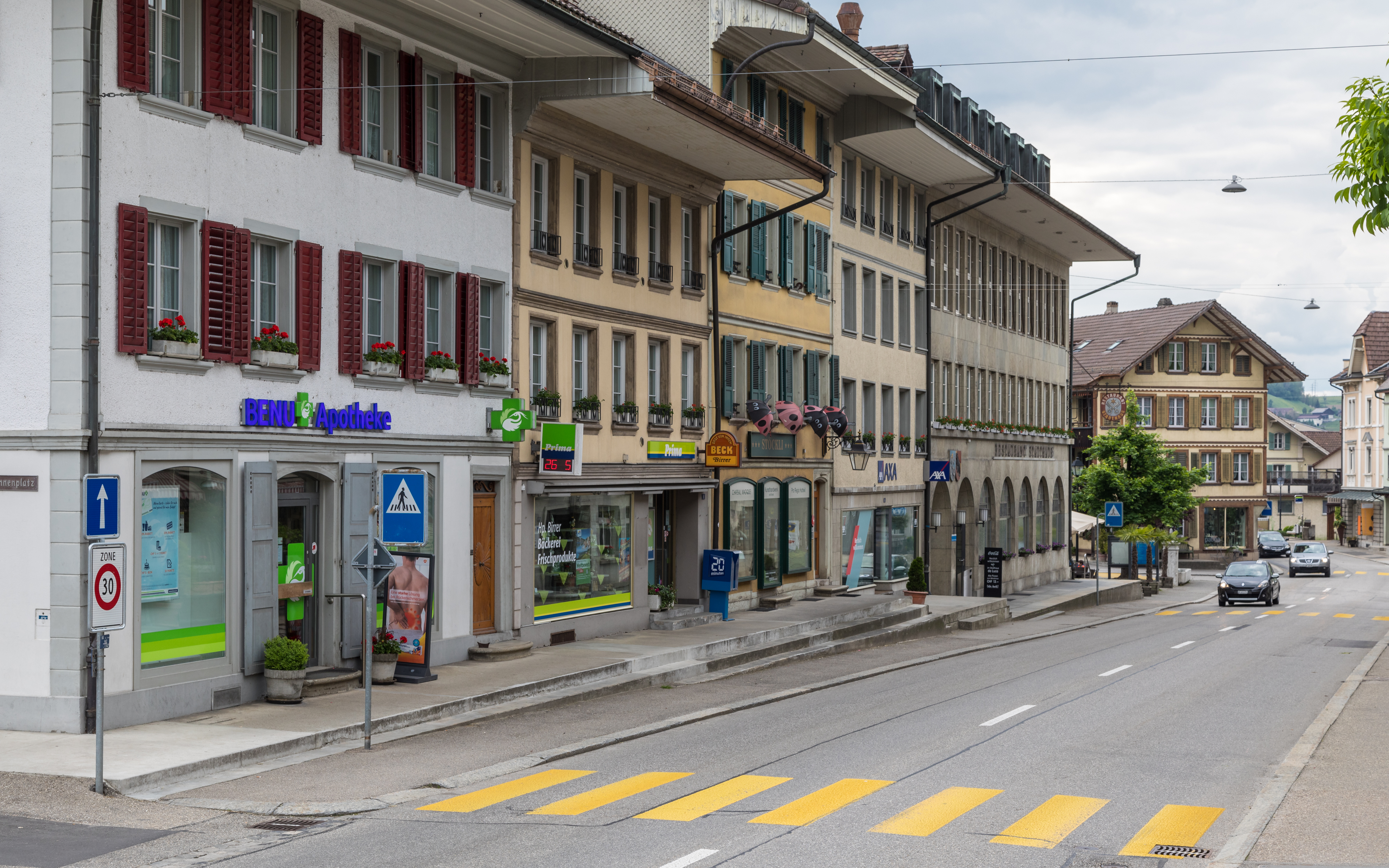
Marktgasse in Huttwil

## Persönlichkeiten
- Fritz Ryser (1873–1916), Radrennfahrer, in Huttwil geboren
- Ernst Wildi (1878–1939), Rektor der Kantonsschule Trogen, in Huttwil geboren
- Werner Weber (1919–2005), Feuilletonchef der Neuen Zürcher Zeitung und Professor für Germanistik an der Universität Zürich, in Huttwil geboren
- Fritz Gerber (1929–2020), Manager, in Huttwil geboren und aufgewachsen, ab 1999 Ehrenbürger
- Michael Hermann (* 1971), Geograph und Politikwissenschaftler, in Huttwil geboren und aufgewachsen
- Domi Chansorn (* 1988), Musiker, in Huttwil aufgewachsen